# Calyptronoma occidentalis
Calyptronoma occidentalis es una especie perteneciente a la familia de las palmeras (Arecaceae).

## Distribución y hábitat
Es originaria de Jamaica. Crece en zonas de agua cercanas de las orillas de arroyos, hasta una altitud de 800 m s. n. m.

## Descripción
Es una palma con hojas pinnadas compuestas. Tiene estípite solitario que alcanza los  7 -12 m de altura, con 17-20 cm de diámetro.

## Taxonomía
Calyptronoma occidentalis fue descrita por (Sw.) H.E.Moore y publicado en Gentes Herbarum; Occasional Papers on the Kinds of Plants 9: 252. 1963.
Etimología
Calyptronoma: nombre genérico que deriva de kalyptra = "tapa" y nomos = "que está en uso habitual", en referencia a la parte superior de la corola de la flor pistilada que es empujada fuera como una tapa o tapón.
occidentalis: epíteto latino que significa "de occidente".
Sinonimia
- Elaeis occidentalis Sw.
- Calyptronoma swartzii Griseb., nom. illeg.
- Geonoma swartzii Griseb., nom. illeg.
- Calyptrogyne swartzii Hook.f.
- Calyptrogyne occidentalis (Sw.) M.Gómez
- Calyptrogyne victorinii León[4]